# Pullulanasi
La pullulanasi è un enzima appartenente alla classe delle idrolasi, che catalizza l'idrolisi dei legami (1→6)-α-D-glucosidici del pullulano, dell'amilopectina e del glicogeno. Chimicamente è una lipoproteina extracellulare, presente in molti batteri, in alcuni lieviti, e nei cereali; più comunemente viene ottenuta da specie quali Klebsiella e Bacillus.
L'enzima viene definito "deramificante" in quanto agisce selettivamente sui legami 1,6 delle catene polisaccaridiche che costituiscono, appunto, delle ramificazioni di catena. Il più piccolo glucide prodotto dalla pullulanasi è rappresentato dal maltosio.
Oltre alla pullulanasi appena descritta, sono state riconosciute anche la neopullulanasi (o pullulanasi II, EC 3.2.1.135) e l'isopullulanasi (EC 3.2.1.57), che agiscono sui legami 1,4 del pullulano producendo rispettivamente panosio (6-α-D-glucosilmaltosio) e isopanosio (6-α-maltosilglucosio).
La pullulanasi viene utilizzata a livello industriale per produrre dolcificanti a base di sciroppo di glucosio e di maltosio, ottenuti tramite la conversione enzimatica dell'amido.